# Nello Fotticchia

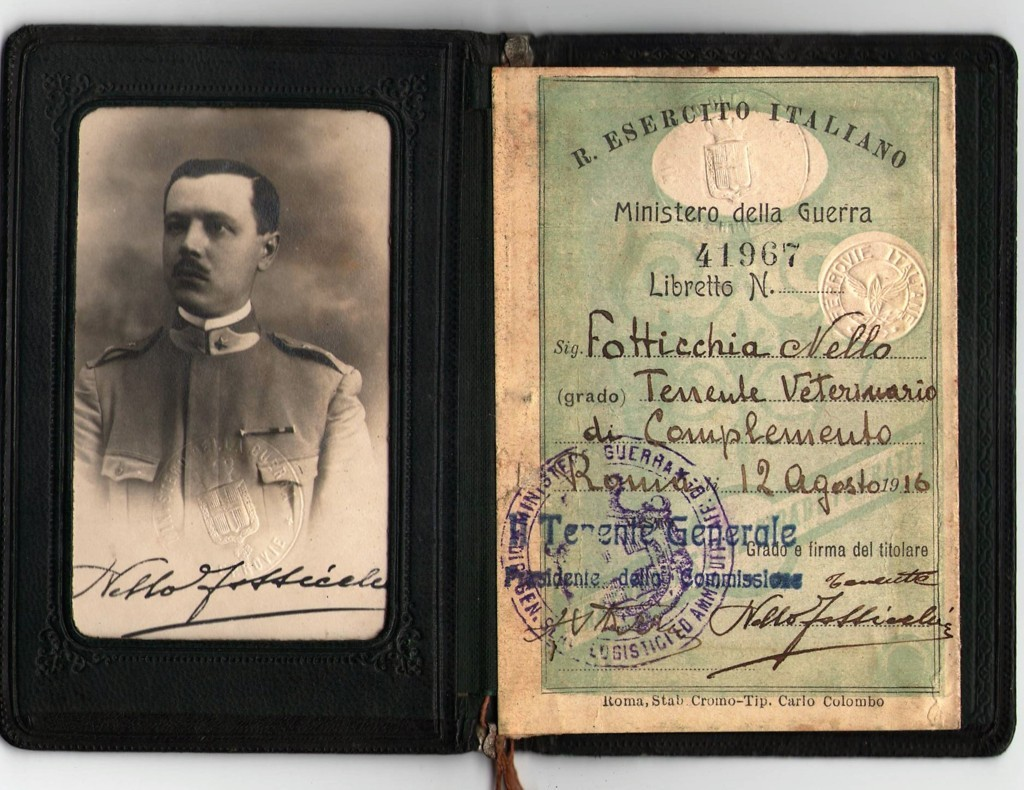
Tessera Ferroviaria rilasciata al Tenente Veterinario di complemento Nello Fotticchia

Nello Fotticchia (Orvieto, 1º gennaio 1884 – Portici, 5 giugno 1953) è stato un veterinario italiano.

## Biografia
Nato il 1 gennaio 1864 a Orvieto da Gioacchino e Zelinda Pelegi si laureò in zooiatria presso la Scuola Superiore di Medicina Veterinaria di Napoli il 26 luglio 1905. Subito si dedicò alla didattica e alla ricerca in virtù della nomina ad assistente di Salvatore Baldassarre, docente di zootecnia. Dal 1907 al 1910 fu docente di zootecnia presso la R. Scuola di zootecnica e di caseificio di Reggio Emilia. A settembre del 1910, avendo vinto un concorso presso il Ministero dell'Agricoltura, venne nominato Ispettore Generale dei servizi zootecnici, carica che mantenne fino al 1930.Chiamato alle armi nel 1915, con il grado di tenente veterinario di complemento, assunse la direzione del servizio approvvigionamento presso il ministero dell'Agricoltura. Fu professore ordinario di zootecnia e di zoognosia nella facoltà di Agraria dell'Università di Napoli (Portici) dal 1º dicembre 1930 e mantenne questa cattedra fino alla fine della carriera; fu anche preside della facoltà di agraria e consigliere di amministrazione dell'università di Napoli. Fece parte di numerosi corpi consultivi e di commissioni e nel 1939 fu eletto alla Camera dei fasci e delle corporazioni (XXX legislatura del Regno d'Italia).
Fu autore di numerose pubblicazioni scientifiche riguardanti i problemi allora di attualità nel campo zootecnico (la profilassi della tubercolosi bovina, l'uso dell'elettricità nell'industria zootecnica, la digestione in varie specie animali, l'alimentazione del cavallo, ecc.) e di aspetti specifici legati alla zootecnia meridionale. Nel 1937 fondò il Giornale degli allevatori di cui fu direttore fino al 1952. Fu inoltre membro dell'Accademia dei Georgofili, socio corrispondente dell'Accademia internazionale di Lettere e scienze di Napoli e componente del Consiglio Nazionale delle Ricerche. Morì a Portici il 5 giugno 1953

## Opere
- La produzione zootecnica italiana, Nuovi annali del Ministero per l'agricoltura, 2, 1922
- I problemi contingenti della produzione zootecnica italiana : relazione al Consiglio zootecnico, Rivista di zootecnia, 6/7, 1930
- Gli attuali orientamenti e i progressi dell'ippicoltura italiana, Arte della Stampa, 1930, SBN LO10372501.
- L'industria zootecnica (Le condizioni presenti dell'economia agricola italiana), Nuova Antologia, I, 1932
- La disciplina della produzione dei formaggi di pecora,Federazione italiana dei consorzi agrari, 1937
- La zootecnia siciliana anche in rapporto alle necessità della trasformazione fondiaria, Atti Atti del Convegno per lo studio e l'esame dei problemi agricoli siciliani, 1937
- Lezioni di zoognostica: Appunti raccolti da Ettore Oliva, Pironti, 1941, SBN CUB0285044.
- Riassunto delle lezioni di zootecnica generale : parte I, Piccone, 1945

## Bibliografia

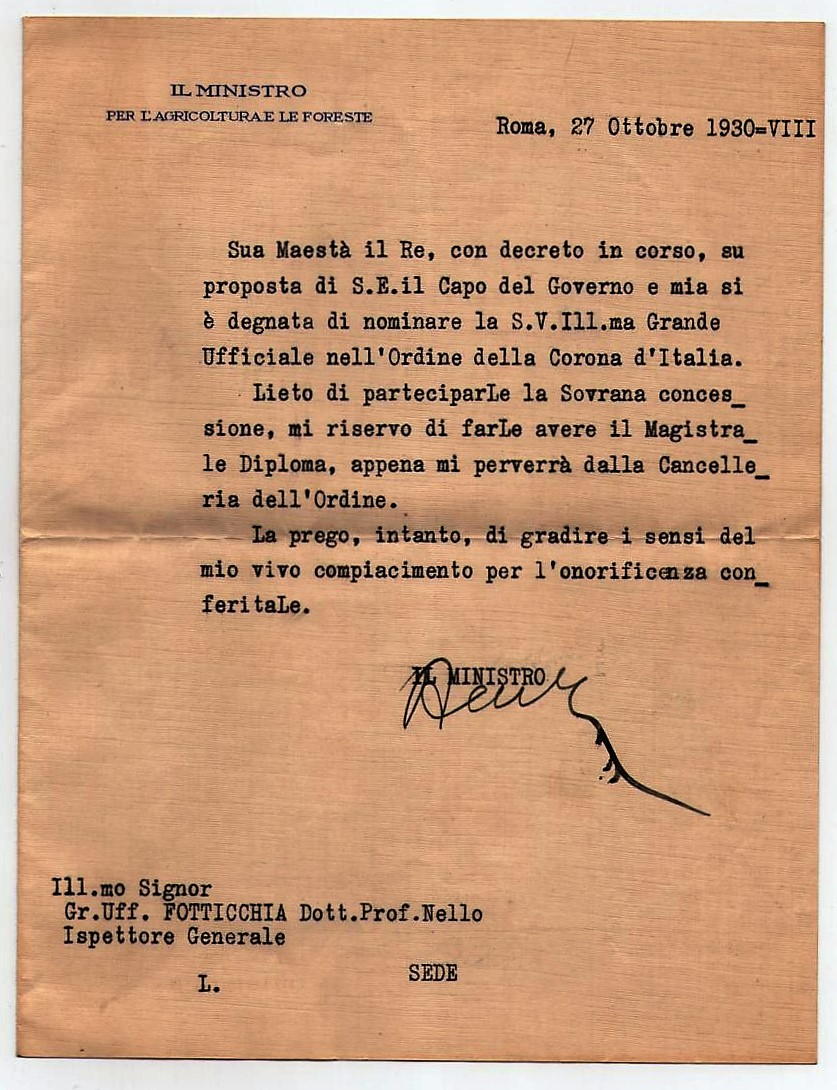
Nomina a Grande Ufficiale dell'Ordine della Corona d'Italia, datato 27.10.1930 a firma del Ministro delle Agricolture e delle Foreste.-

## Collegamenti esterni

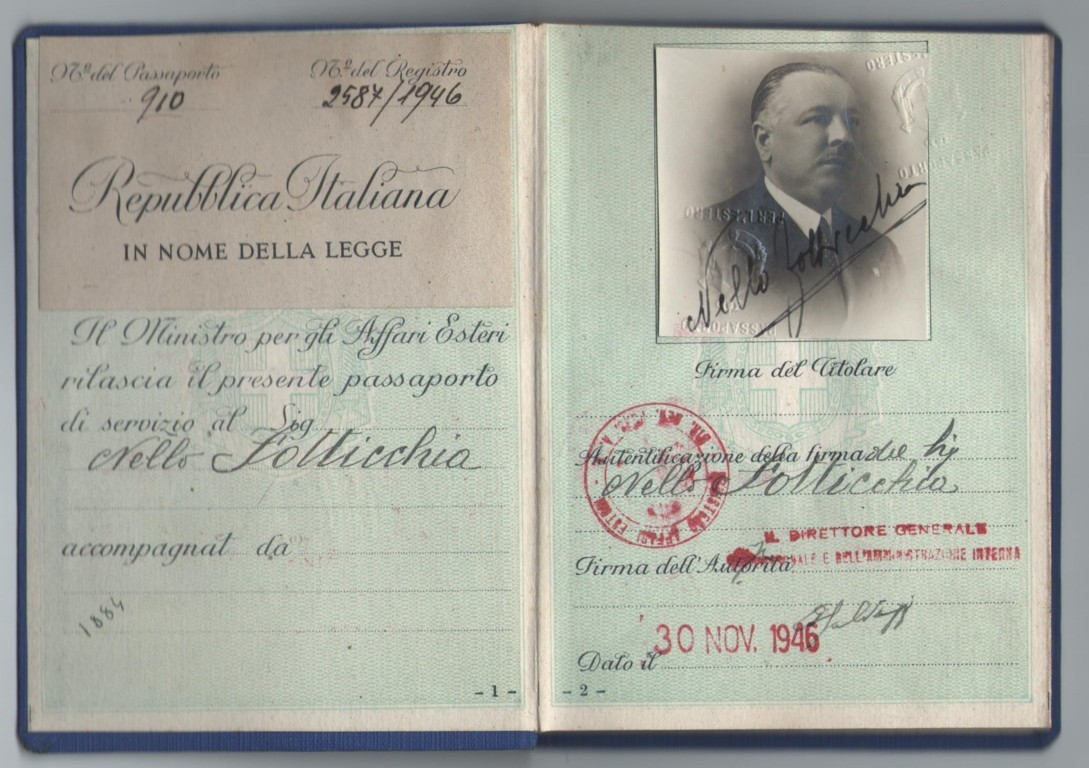
Passaporto di servizio rilasciato dalla neo Repubblica Italiana a Nello Fotticchia